# 捷列皮涅
49°0′8″N 31°53′31″E / 49.00222°N 31.89194°E
泰萊皮內（烏克蘭語：Телепине）是位於烏克蘭中部的村莊，由切爾卡瑟州切爾卡瑟區的卡姆揚卡市鎮負責管轄。該村始建於十六世紀，面積35.4平方公里，海拔高度126米，2009年人口1,630，人口密度每平方公里46.1人。